# Arūnas Mockus

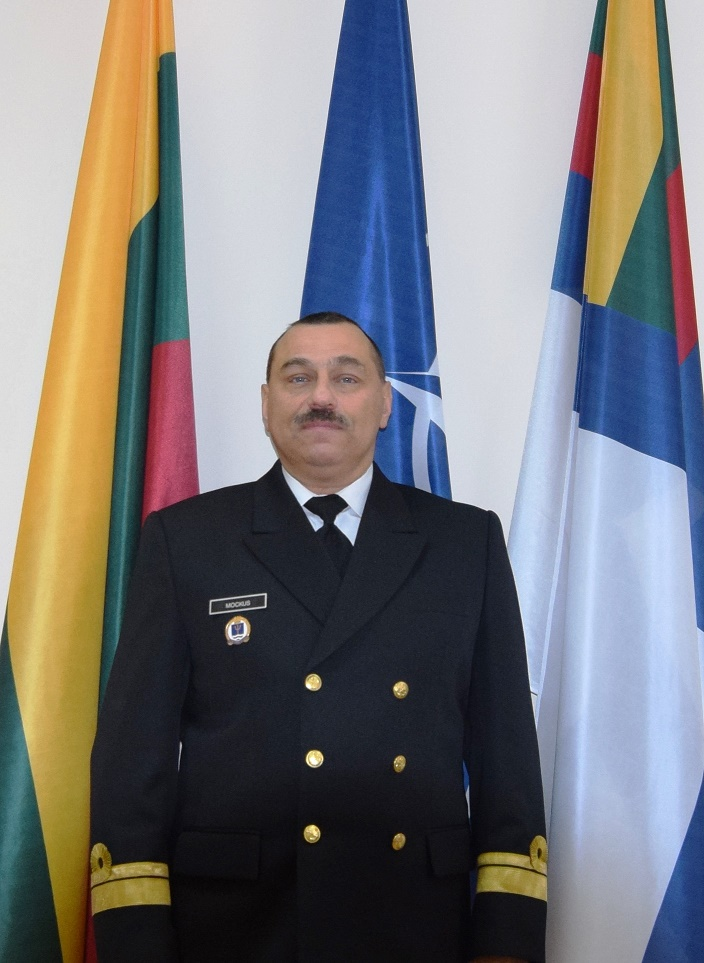
Arūnas Mockus (2018)

Arūnas Mockus (* 25. Oktober 1969 in Plungė) ist ein Flottillenadmiral der litauischen Seestreitkräfte und war von 2015 bis 2020 deren Kommandeur. Später war er als stellvertretender Stabschef der Streitkräfte und als Vertreter Litauens beim Supreme Headquarters Allied Powers Europe tätig. 

## Leben
Arūnas Mockus wurde 1969 im Nordosten der damaligen Litauischen SSR geboren.

### Militärische Laufbahn
Beförderungen
- Leutnant zur See (1992)
- Oberleutnant z.S. (1995)
- Kapitänleutnant (1996)
- Korvettenkapitän (1999)
- Fregattenkapitän (2004)
- Kapitän zur See (2010)
- Flottillenadmiral (2018)

Nach der Wiedererlangung der staatlichen Unabhängigkeit schloss sich Arūnas Mockus den im Wiederaufbau befindlichen Streitkräften seines Heimatlandes an. Im Jahr 1992 absolvierte seine Ausbildung zum Marineoffizier. Danach diente er ab 1993 auf verschiedenen Posten an Bord der Fregatte F11 Žemaitis. 
Nach einem Aufbaustudium an der britischen Marineakademie übernahm er 1999 das Kommando über den Kampfschiffverband, was mit der Beförderung zum Korvettenkapitän verbunden war. Im Jahr 2000 diente er als Stabschef beim Baltic Naval Squadron. Danach besuchte er das amerikanische Naval War College und wurde 2002 zum Stabschef der Marineflottille ernannt. Ab 2004 war er Kommandant der Flottille. Im Juni 2010 wurde Mockus zum Stabschef der litauischen Marine ernannt und im November des gleichen Jahres zum Kapitän zur See befördert. Am 2. August 2015 löste er Kęstutis Macijauskas als Kommandant der Seestreitkräfte ab. Die offizielle Übergabezeremonie fand bereits am 27. Juli 2015 statt.
Auf dem Posten des Marinechefs wurde er am 23. November 2018 zum Flottillenadmiral befördert. Am 11. August 2020 übergab er das Kommando über die Seestreitkräfte an Giedrius Premeneckas und wechselte zum Stab der Streitkräfte.

### Privates
Arūnas Mockus ist verheiratet. Neben Litauisch spricht er Englisch und Russisch.